# Eyðbjørn Joensen
Eyðbjørn Joensen, född 19 april 1996 i Vágur, Suðuroy, är en färöisk simmare som tävlar för klubben Susvim. Joensen är bror till den framgångsrike simmaren Pál Joensen. Vid de färöiska juniormästerskapen 2010 vann han flera medaljer. 2010 utsågs Eyðbjørn till en av Färöarnas största simstjärnskott då han fick priset "Årets nya unga talang" (Ársins Stjørnuskot). I juni 2010 vann han guld på distansen 400 meter frisim vid danska juniormästerskapen i simning. Vid de färöiska simmästerskapen 2010 vann han 7 guld i juniorklassen, trots att han når upp till junioråldern först om tre år (år 2013). 